# Siphanta recurva
Siphanta recurva är en insektsart som beskrevs av Fletcher 1985. Siphanta recurva ingår i släktet Siphanta och familjen Flatidae. Inga underarter finns listade i Catalogue of Life.